# Archiv der Kathedrale von Las Palmas de Gran Canaria
Das Archiv der Kathedrale von Las Palmas de Gran Canaria (Archivo de la Catedral de Canarias) gehört zur Kathedrale Santa Ana und befindet sich an der Plaza de Santa Ana in Las Palmas de Gran Canaria, der Hauptstadt der spanischen Kanareninsel Gran Canaria. Die Archivbestände reichen bis ins späte 15. Jahrhundert zurück.

## Geschichte
Das Archiv geht auf das Jahr 1483 zurück, als das Domkapitel (Cabildo catedralicio) von Sevilla auf Weisung des Bischofs die ersten Statuten der Kathedrale von Las Palmas zusammenstellen ließ. Diese Statuten befinden sich seither im Archiv.

## Bestände
Das Archiv umfasst vier Säle, die jeweils verschiedene Bestände bergen. In der Sala de Contaduría finden sich die Rechnungsbücher der Domhütte mit allen Quittungen, Bauanweisungen, Urkunden und weiteren Archivalien aus dem Geschäftsverkehr. In der Sala de Secretaría wurden die Akten aus dem Umkreis des Cabildo vor allem des 18. Jahrhunderts untergebracht, wie etwa zu den Präbenden und Besitzverhältnissen. In der Sala del Aula Capitular, dem wohl wichtigsten Teil des Archivs, finden sich die Akten des Cabildo ab 1514, die Libros de Recepciones ab 1592, Urkunden und Kopien, die für und durch den Cabildo veranlasst wurden, und die bis 1638 zurückreichen, dann die Libros de Comisiones y Pleitos ab 1675, sowie das Geheimarchiv (Archivo Secreto). In der Sala de Música befinden sich die Bestände zur Geschichte der Musik, die bis ins 17. Jahrhundert zurückreichen; zur Erschließung wurde ein eigener Katalog geschaffen. 
Im Hause befinden sich 320 Pergamenturkunden, darunter päpstliche Bullen und Breven, die bis ins frühe 16. Jahrhundert reichen, aber auch königliche Urkunden und Briefe, darunter die cédulas reales von 1477.
Die zugehörige Bibliothek umfasst 4000 Bände, darunter 60 Werke des 16. Jahrhunderts, 190 des 17. und 496 des 18. Jahrhunderts, sowie 702 des 19. Jahrhunderts. Das Themenspektrum ist überaus breit, bildet aber Schwerpunkte im Bereich der Theologie, der Heiligen Schriften, des kanonischen Rechts und der Konzilien, aber auch der Moral, Liturgie, Philosophie und Geschichte.